# 恋之歌谣日
《恋之歌谣日》是日本二人组合柚子的第13张单曲。2002年2月20日由其所属公司Senha&Company发售。